# Pitsana-Potokwe
Pitsana-Potokwe is een dorp in het district Southern in Botswana. De plaats telt 816 inwoners (2011).